# Google doodle
A Google doodle a Google cég keresőoldalán látható céges embléma (ún. logó) egy speciális, alkalmi változata. Célja valamilyen jeles – esetleg csak érdekes – eseményről, vagy személyről való megemlékezés.
A doodle szó egyik jelentése „firkálmány”, ami az iskolai füzetbe a diákok által unalmukban odafirkált rajzokat jelenti. A speciális emléknapok alkalmával a hagyományos Google logót egy ún. doodle grafika helyettesíti. Ezen alkalmakat előre nem jelentik be, mivel a cél a meglepetés, és a dátum legtöbbször nem is kötődik kerek évfordulóhoz.

## Működése
A Google doodle legtöbb esetben kép, de lehet animáció és interaktív játék is. A Google doodle alapvetően játékos változata az eredeti Google logónak. Kezdetben az eredeti Google felirat kiolvasható volt, akár a képelemek formájából, de később az egyre jobb minőségű és összetettebb grafikáknál ez már nem volt feltétlen szempont 2007 után. A kép esetén a logóra kattintással az esemény témájának nevére vagy kulcsszavára indít keresést a weboldal, amely hagyományos keresésként működik. A listázás folyamán a felhasználó nyelvén lévő találatokat veszi előre, de a keresési folyamat teljes részlete üzleti titok. Automatikusan nem induló animáció és interaktív játék esetén az első kattintás elindítja az alkalmazás lejátszását, és további kattintás indítja el a szokott keresési folyamatot.
A jelek szerint legalább az esetek egy részében a Google gépi fordítással végzi a magyar kulcsszó meghatározását. Ez személyneveknél nem annyira kockázatos módszer, de a 2012. évi nyári olimpiai játékok kampánya idején, amikor naponta egy-egy sportágat mutattak be a Google doodle által, előfordult egy malőr. Július 29-én a műugrás volt soron, ami angolul „diving”, de a gépi fordításban az elsődleges jelentése „búvárkodás” és ez a helytelen jelentés jelent meg a logóra kattintás után a keresőben.
A Google doodle eseménynek területi szempontból két fő típusa van: globális és lokális:
- A globális Google doodle alapértelmezésben az összes országban megjelenik a keresőt használó személyek számára, kivéve ha nincs a területen érvényben éppen egy lokális logó.
- A lokális Google doodle csak azokon a keresőkön jelenik meg, ahol a böngésző az adott eseményre korlátozott országból látogató felhasználót érzékel, amit az IP-címből állapít meg. Előfordulhat, hogy egy időben több lokális egyéni logó is fut és jelenik meg a területi beállítástól függően.[3] A lokális beállítás nem minden esetben korlátozódik egy nyelvre vagy országra, hanem van, amikor nagyobb területet fed le.

A Google doodle eseményeket a cég nem jelenti be előre, a globális események többsége spontán döntés eredménye. Ezen alkalmak kiválasztására a cég javaslatokat is fogad a proposals@google.com címen, amelyből jelenleg naponta több százat is kapnak. Egyedül a bizonyos ünnepek esetén sejthető a Google doodle megjelenése, mint például Valentin-nap, de még ez esetben sincs hivatalos, bejáratott rendszere a megjelenésnek. 2007-ben kritika érte a céget, hogy bizonyos amerikai ünnepekre nem készült Google doodle.
Az alkalmi Google doodle megemlékezés mindig komoly plusz nézettséget hoz a kiválasztott témának.

## Története

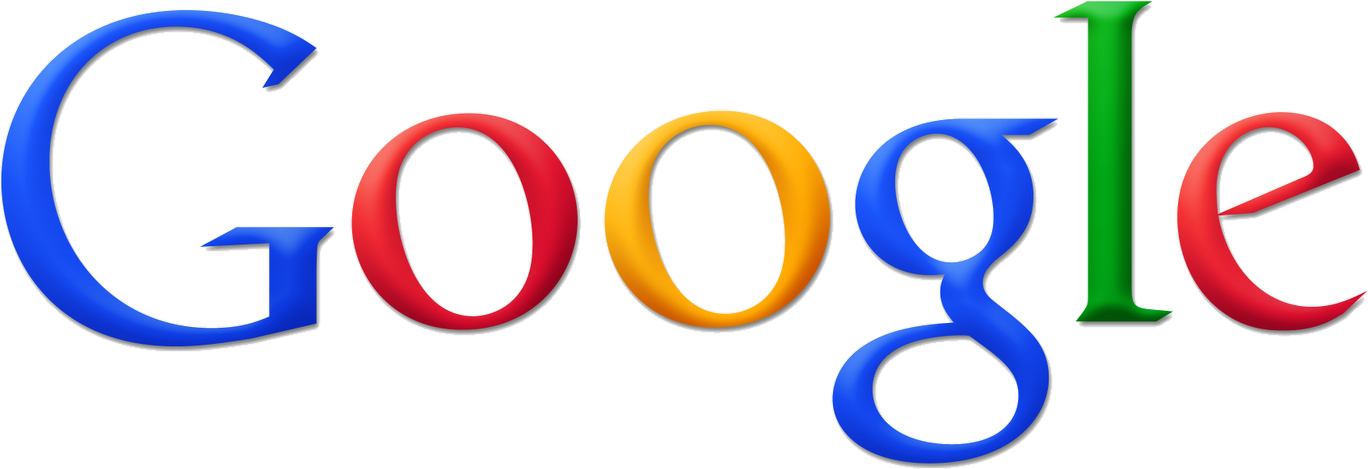
A Google 2010-től használt logója

Az eredeti logót, amely Catull betűtípuson alapszik, Ruth Kedar tervezte.
- Az első Google doodle – ami egyben globális is volt – 1998. augusztus 30-án jelent meg a Burning Man fesztiválra, amelynek rajongója volt a két Google-alapító, Larry Page és Sergey Brin.[5][6] Így jelezték, hogy a fesztivál idejére „házon kívül” vannak.[7] Ezután 1998. november 26-án készült egy lokális Google doodle az amerikai hálaadási ünnepekre.
- A következő (második) globális doodle 1999. téli ünnepekre, december 25-én jelent meg. Ezután ebben az évben még néhány lokális amerikai ünnepet idéző doodle készült.
- 2000-ben több lokális és globális doodle is készült már és népszerűségük után újabb és újabbakat gyárt a Google.

Az első rajzok többségét a Google gyakornok Dennis Hwang készítette el, de ma már illusztrátorok és mérnökök csapata végzi ezt a munkát. Időnként rajzpályázatokat tartanak, többnyire gyerekek számára, és a beküldött rajzokból választják ki a később felhasználandó grafikát.

### Magyar vonatkozások
Több lokális magyar Google doodle is készült már. Az első ünnepi logóval köszöntött magyar ember Bartók Béla volt, akinek képe 1988-as budapesti örök nyugalomra helyezése huszadik évfordulóján, és születésnapja 127. évfordulójának előestéjén, 2008. március 24-én jelent meg a Google képernyőn. 
A 2016. október 23-i nemzeti ünnepen az 1956-os forradalom 60. évfordulóját is ünnepi logóval köszöntötte a Google.
A magyar témákat egy helyi marketinges javasolja és ő ad útmutatásokat a Mountain View-i tervezőknek.
- 2011-ben a Google Magyarországon is pályázatot hirdetett „Doodle 4 Google - Nekem Magyarország” címmel diákok számára.[13][14]
- Készült már több magyar vonatkozású globális Google doodle is, ezek között volt: 
  - 2010. június 5-én Gábor Dénes születésének 110. évfordulója.[15]
  - 2011. szeptember 16-án Szent-Györgyi Albert születésének 118. évfordulója.
  - 2014. május 19-én a Rubik-kocka feltalálásának 40. évfordulója.
  - 2016. szeptember 29-én Bíró László József, a golyóstoll feltalálója születésének 117. évfordulója.[16]
  - 2017. február 14-én egy tobzoskás játékkal, amely a valentin-napra jött ki. Házigazdája egy Fehérhátú-tobzoska aki az újdonsült szerelmének akar ajándékot szerezni, és a végén ez sikerül is neki. Minden évben Valentin-napon, Vasárnaponként jelentkezik.[17]

### Interaktív Google doodle játékok
- Pac-Man megjelenésének 30. évfordulója
- Stanisław Lem első publikációjának 60. évfordulója